# La Mouille
La Mouille är en kommun i departementet Jura i regionen Bourgogne-Franche-Comté i östra Frankrike. Kommunen ligger i kantonen Morez som tillhör arrondissementet Saint-Claude. År 2018 hade La Mouille 312 invånare.

## Befolkningsutveckling
Antalet invånare i kommunen La Mouille
Referens:INSEE